# Rhodes
Rhodes (tiếng Hy Lạp: Ρόδος, Ródos, [ˈroðos]) là một hòn đảo của Hy Lạp, nằm ở đông nam biển Aegea. Đây là đảo lớn nhất của quần đảo Dodecanese cả trên tiêu chí diện tích và dân số, dân số đảo là 117.007 người vào năm 2001, và đây cũng là thủ phủ lịch sử của nhóm đảo. Về mặt hành chính, đảo tạo thành một khu tự quản riêng biệt của Đơn vị thuộc vùng Rhodes, là một phần của vùng Nam Aegea. Đô thị chính và là thủ phủ của khu tự quản là thành phố Rhodes. Thành phố Rhodes có 53.709 cư dân vào năm 2001. Đảo nằm ở phía đông bắc của Crete, đông nam của Athens và tây nam bờ biển bán đảo Tiểu Á của Thổ Nhĩ Kỳ.
Về mặt lịch sử, Rhodes được cả thế giới biết tới vì trên đảo từng có Tượng thần Mặt Trời ở Rhodes, một trong Bảy kỳ quan thế giới cổ đại. Khu đô thị cổ từ thời Trung Cổ của thành phố Rhodes được công nhận là một Di sản Thế giới. Ngày nay, đây là một trong những điểm đến du lịch phổ biến nhất tại châu Âu.

## Tên gọi

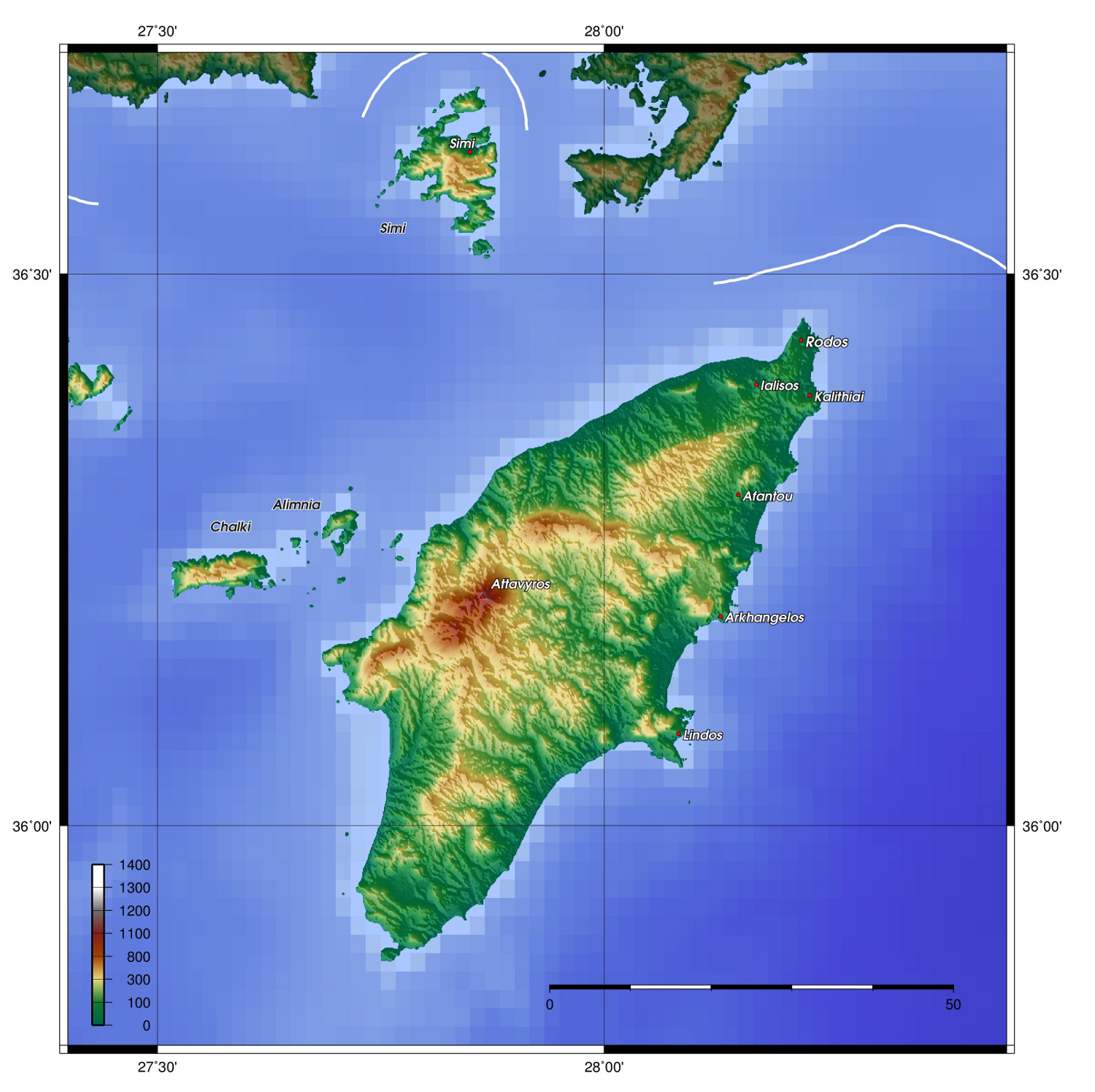
Bản đồ địa hình Rhodes

Hòn đảo được gọi là Ρόδος trong tiếng Hy Lạp trong suốt chiều dài lịch sử. Ngoài ra, đảo cũng được gọi là tiếng Ý: Rodi, tiếng Ottoman Turkish: ردوس Rodos, và trong tiếng Ladino: Rodi hay Rodes.

## Địa lý
Rhodes nằm ngay sát bờ biển Tiểu Á (18 km (11 mi)) với ngắn hơn rất nhiều nếu so sánh với khoảng cách từ đảo đến Hy Lạp đại lục (363 km (226 mi)).
Hòn đảo Rhodes có hình dạng giống như một cái giáo, chiều dài 79,7 km (49,5 mi) và chiều rộng là 38 km (24 mi), tổng diện tích của đảo xấp xỉ 1.400 kilômét vuông (541 dặm vuông Anh) và chiều dài đường bờ biển là 220 km (137 mi). Thành phố Rhodes nằm ở mũi phía bắc của đảo, cũng là nơi có các bến cảng thương mại cổ đại và hiện đại. Cảng hàng không chính (Diagoras, Mã IATA: RHO) nằm cách 14 km (9 mi) về phía tây nam tại Paradisi. Mạng lưới đường bộ tỏa ra từ thành phố và đi dọc theo bờ biển phía đông và tây.
Bên ngoài thành phố Rhodes, các ngôi làng và khu nghỉ dưỡng ven biển nằm rải rác trên đảo, trong đó có Faliraki, Lindos, Kremasti, Haraki, Pefkos, Archangelos, Afantou, Koskinou, Embona (Attavyros), Paradisi, và Trianta (Ialysos).

### Khí hậu
| Dữ liệu khí hậu của Rhodes (1961–1990)  | Dữ liệu khí hậu của Rhodes (1961–1990) | Dữ liệu khí hậu của Rhodes (1961–1990) | Dữ liệu khí hậu của Rhodes (1961–1990) | Dữ liệu khí hậu của Rhodes (1961–1990) | Dữ liệu khí hậu của Rhodes (1961–1990) | Dữ liệu khí hậu của Rhodes (1961–1990) | Dữ liệu khí hậu của Rhodes (1961–1990) | Dữ liệu khí hậu của Rhodes (1961–1990) | Dữ liệu khí hậu của Rhodes (1961–1990) | Dữ liệu khí hậu của Rhodes (1961–1990) | Dữ liệu khí hậu của Rhodes (1961–1990) | Dữ liệu khí hậu của Rhodes (1961–1990) | Dữ liệu khí hậu của Rhodes (1961–1990) |
| Tháng                                   | 1                                      | 2                                      | 3                                      | 4                                      | 5                                      | 6                                      | 7                                      | 8                                      | 9                                      | 10                                     | 11                                     | 12                                     | Năm                                    |
| --------------------------------------- | -------------------------------------- | -------------------------------------- | -------------------------------------- | -------------------------------------- | -------------------------------------- | -------------------------------------- | -------------------------------------- | -------------------------------------- | -------------------------------------- | -------------------------------------- | -------------------------------------- | -------------------------------------- | -------------------------------------- |
| Cao kỉ lục °C (°F)                      | 22.0 (71.6)                            | 22.0 (71.6)                            | 27.4 (81.3)                            | 30.6 (87.1)                            | 34.8 (94.6)                            | 36.2 (97.2)                            | 39.0 (102.2)                           | 41.2 (106.2)                           | 35.4 (95.7)                            | 33.2 (91.8)                            | 28.4 (83.1)                            | 22.8 (73.0)                            | 41.2 (106.2)                           |
| Trung bình ngày tối đa °C (°F)          | 14.9 (58.8)                            | 15.2 (59.4)                            | 16.9 (62.4)                            | 20.2 (68.4)                            | 24.3 (75.7)                            | 28.4 (83.1)                            | 30.5 (86.9)                            | 30.6 (87.1)                            | 28.3 (82.9)                            | 24.4 (75.9)                            | 20.1 (68.2)                            | 16.6 (61.9)                            | 22.5 (72.5)                            |
| Trung bình ngày °C (°F)                 | 11.7 (53.1)                            | 12.0 (53.6)                            | 13.6 (56.5)                            | 16.7 (62.1)                            | 20.5 (68.9)                            | 24.7 (76.5)                            | 26.9 (80.4)                            | 26.9 (80.4)                            | 24.6 (76.3)                            | 20.6 (69.1)                            | 16.4 (61.5)                            | 13.4 (56.1)                            | 19.0 (66.2)                            |
| Tối thiểu trung bình ngày °C (°F)       | 8.6 (47.5)                             | 8.7 (47.7)                             | 10.0 (50.0)                            | 12.7 (54.9)                            | 15.8 (60.4)                            | 19.8 (67.6)                            | 22.2 (72.0)                            | 22.6 (72.7)                            | 20.5 (68.9)                            | 16.8 (62.2)                            | 13.1 (55.6)                            | 10.4 (50.7)                            | 15.1 (59.2)                            |
| Thấp kỉ lục °C (°F)                     | −4.0 (24.8)                            | −1.6 (29.1)                            | 0.2 (32.4)                             | 5.2 (41.4)                             | 8.6 (47.5)                             | 12.6 (54.7)                            | 16.8 (62.2)                            | 17.0 (62.6)                            | 10.6 (51.1)                            | 7.2 (45.0)                             | 2.4 (36.3)                             | 1.2 (34.2)                             | −4.0 (24.8)                            |
| Lượng Giáng thủy trung bình mm (inches) | 147.8 (5.82)                           | 117.7 (4.63)                           | 75.3 (2.96)                            | 24.0 (0.94)                            | 14.0 (0.55)                            | 2.9 (0.11)                             | 0.1 (0.00)                             | 0.1 (0.00)                             | 7.1 (0.28)                             | 64.3 (2.53)                            | 88.4 (3.48)                            | 145.3 (5.72)                           | 687.0 (27.05)                          |
| Số ngày giáng thủy trung bình           | 16.1                                   | 13.4                                   | 10.0                                   | 7.4                                    | 4.6                                    | 1.5                                    | 0.1                                    | 0.1                                    | 1.6                                    | 7.0                                    | 9.2                                    | 15.3                                   | 86.3                                   |
| Độ ẩm tương đối trung bình (%)          | 70.1                                   | 69.8                                   | 69.0                                   | 65.9                                   | 63.6                                   | 57.4                                   | 56.5                                   | 59.4                                   | 60.8                                   | 66.9                                   | 72.0                                   | 72.1                                   | 65.3                                   |
| Nguồn: NOAA                             |                                        |                                        |                                        |                                        |                                        |                                        |                                        |                                        |                                        |                                        |                                        |                                        |                                        |

Vùng nội địa của đảo có địa hình đồi núi, dân cư thưa thớt và có rừng thông (Pinus brutia) và cây bách (Cupressus sempervirens). Trong khi bờ biển chủ yếu là đá, hòn đảo có các dải đất canh tác và tại đây người dân trồng các loại Cam quýt, nho để làm rượu vang, rau quả, ô liu và các loại cây trồng khác. Số hươu hoang dã được tìm thấy trên đảo được phát hiện có đặc tính di truyền riêng biệt vào năm 2005, và cần được bảo tồn khẩn cấp. Tại thung lũng Petaludes (nghĩa là "Thung lũng của các con bướm"), một số lượng lớn Ngài hổ kéo đến vào các tháng mùa hè. Núi Attavyros, với cao độ 1.216 mét (3.990 ft), là điểm cao nhất tại hòn đảo.
Các trận động đất bao gồm động đất vào năm 226 TCN đã phá hủy Tượng thần Mặt Trời ở Rhodes; một trận khác vào ngày 3 tháng 5 năm 1481 đã phá hủy phần lớn thành phố Rhodes; và một trận khác vào ngày 26 tháng 6 năm 1926. Ngày 15 tháng 7 năm 2008, Rhodes bị chấn động bởi một trận động đất có cường độ 6,3 độ richter khiến cho một vài tòa nhà cổ bị hư hại nhẹ.

## Lịch sử

### Thời kỳ cổ đại

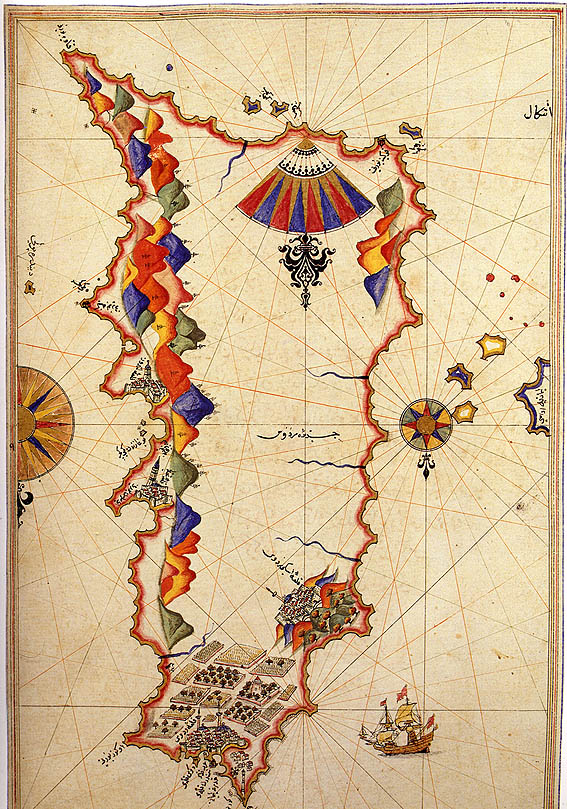
Bản đồ lịch sử của Rhodes, Piri Reis vẽ

Hòn đảo đã có người định cư thời thời đại đồ đá mới, mặc dù chỉ còn lại ít dấu tích của nền văn hóa này. Vào thế kỷ 16 TCN, những người Minoan đã đến Rhodes. Thần thoại Hy Lạp sau đó đã gọi giống người đảo Rhodes là Telchines, và liên hệ đảo Rhodes với Danaus; đảo thỉnh thoảng được gọi với biệt danh Telchinis. Vào thế kỷ 15 TCN, những người Hy Lạp Mycenaea đã xâm chiếm đảo. Sau sự suy sụp của thời đại đồ đồng, tiếp xúc bên ngoài đầu tiên khi phục hồi là với đảo Síp. Vào thế kỷ 8 TCN, các khu định cư trên đảo bắt đầu hình thành, những người Dorian đến và dựng nên ba thành phố quan trọng là Lindos, Ialyssos và Kameiros, cùng với Kos, Cnidus và Halicarnassus (trên đại lục) tạo thành cái gọi là Hexapolis Dorian (tiếng Hy Lạp nghĩa là sáu thành phố).
Trước khi tiến hành các hoạt động khảo cổ học, thần thoại được dùng để để lấp đầy các khoảng trống trong các ghi chép lịch sử. Trong tụng ca của Pindar, hòn đảo được nói là sinh ra nhờ sự kết hợp của thần mặt trời Helios và nữ thần Rhode, và các thành phố được đặt tên theo ba người con của họ. Rhoda là một loài dâm bụt hồng bản địa của đảo. Diodorus Siculus đã nói thêm rằng Actis, một trong số những người con trai của Helios và Rhode, đã đi đến Ai Cập. Ông cho xây dựng thành phố Heliopolis và dạy những người Ai Cập về khoa học chiêm tinh.
Trong nửa sau của thế kỷ 8, thánh đường Athena đã nhận được quá tế lễ biểu thị cho sự tiếp xúc giữa các nền văn hóa: các ngà voi nhỏ đến từ Cận Đông và các đồ vật bằng đồng tới từ Syria. Tại Kameiros ở bờ biển tây bắc, có một đi tích từ thời kỳ đồ đồng, tại đó có một ngôi đền đã được xây dựng nên từ thế kỷ 8, gây chú ý với các bức tượng ngà voi được chạm khắc.

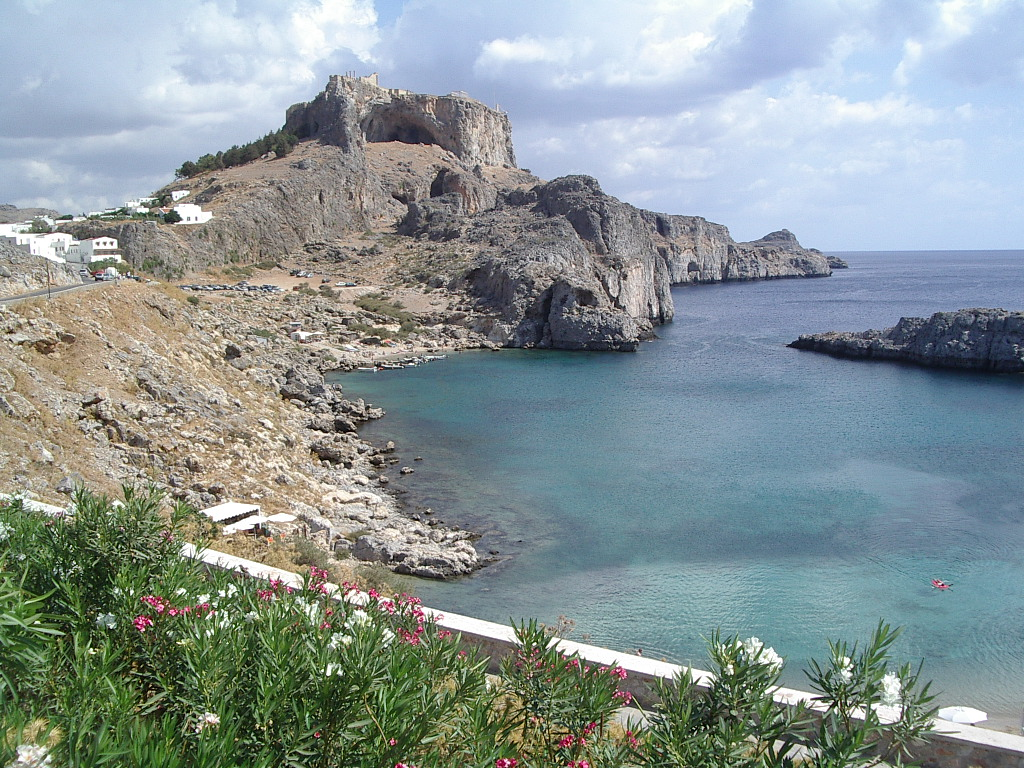
Vệ thành Lindos

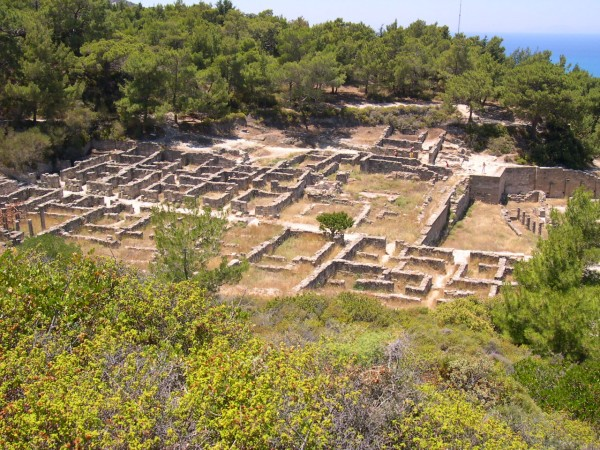
Di chỉ Kameiros

Những người Ba Tư đã xâm lược và chiếm đóng hòn đảo, song họ lại bị quân Athens đánh bại vào năm 478 TCN. Các thành phố gia nhập liên minh Athens. Khi Chiến tranh Peloponnesus nổ ra vào năm 431 TCN, Rhodes vẫn duy trì tính trung lập tương đối, mặc dù đảo là một thành viên của liên minh. Cuộc chiến kéo dài cho đến năm 404 TCN, song vào lúc này Rhodes đã rút hoàn toàn khỏi xung đột và quyết định đi theo con đường riêng của mình.
Năm 408 TCN, các thành phố thống nhất thành một lãnh thổ. Họ xây dựng nên thành phố Rhodes, một kinh thành mới ở cực bắc của hòn đảo. Cách bố trí cân đối của thành phố là nhờ sự giám sát của kiến trúc sư Athens Hippodamus. Chiến tranh Peloponnesus đã làm suy yếu toàn bộ nền văn hóa Hy Lạp và mở đường cho các cuộc xâm lược. Năm 357 TCN, hòn đảo bị vua Mausolus của Caria chinh phục, và sau đó rơi vào tay người Ba Tư vào năm 340 TCN. Sự cai trị của họ cũng không kéo dài. Để trợ giúp cho công dân của mình, Rhodes trở thành một phần của đế quốc do Alexandros Đại đế gây dựng nên vào năm 332 TCN, sau khi ông đánh bại người Ba Tư.
Sau cái chết của Alexandros, các tướng lĩnh của ông đã tranh giành quyền kiểm soát đế quốc. Ba người: Ptolemaios, Seleukos, và Antigonos, đã thành công trong việc phân chia vương quốc với nhau. Rhodes đã hình thành nên các quan hệ thương mại và văn hóa mạnh mẽ với nhà Ptolemaios ở Alexandria, và cùng thành lập liên minh Rhodes-Ai Cập, thế lực đã kiểm soát hoạt thộng thương mại khắp Aegea trong thế kỷ 3 TCN.
Thành phố đã phát triển thành một trung tâm hàng hải, thương mại và văn hóa; đồng tiền của đảo được lưu hành khắp mọi nơi tại Địa Trung Hải. Các trường phái nổi tiếng về triết học, khoa học, văn học và thuật hùng biện chia sẻ những người xuất sắc với Alexandria: nhà hùng biện học người Athens Aeschines, ông từng lập nên một trường phái tại Rhodes; Apollonios của Rhodes; quan sát và làm công việc của một nhà thiên văn học Hipparchus và Geminus, nhà hùng biện Dionysios Trax. Các trường phái điêu khắc phát triển một cách phong phú, phong cách ấn tượng và có thể được mô tả là " Baroque thời Hy Lạp hóa".
Năm 305 TCN, Antigonos chỉ đạo con trai mình là Demetrios, bao vây Rhodes trong một nỗ lực nhằm phá vỡ liên minh giữa hòn đảo và Ai Cập. Demetrios đã cho tạo ra các máy công thành lớn, bao gồm một phiến gỗ công thành 180 ft (55 m) và một tháp công thành mang tên Helepolis có trọng lượng 360.000 pound (163.293 kg). Mặc dù vậy, vào năm 304 TCN, tức chỉ sau đó một năm, ông đã nhượng bộ và ký kết một thỏa thuận hòa bình, để lại phía sau một lượng lớn các thiết bị quân sự. Người Rhodes đã bán các thiết bị này và dùng tiền dựng nên bức tượng thần mặt trời của họ, Helios, bức tượng được gọi là Tượng thần Mặt Trời ở Rhodes.
Năm 164 TCN, Rhodes đã ký kết một hiệp ước với La Mã. Hòn đảo đã trở thành một trung tâm giáo dục cho các gia đình quý tộc La Mã, và dược đặc biệt chú ý với các giáo viên về thuật hùng biện, như Hermagoras và tác giả khuyết danh của Rhetorica ad Herennium. Đầu tiên, nhà nước này lã một đồng minh quan trọng của La Mã và được hưởng nhiều đặc quyền, nhưng sau này, những điều đó đã mất đi theo ý đồ chính trị của La Mã. Cassius cuối cùng đã xâm lược hòn đảo và cướp phá thành phố.

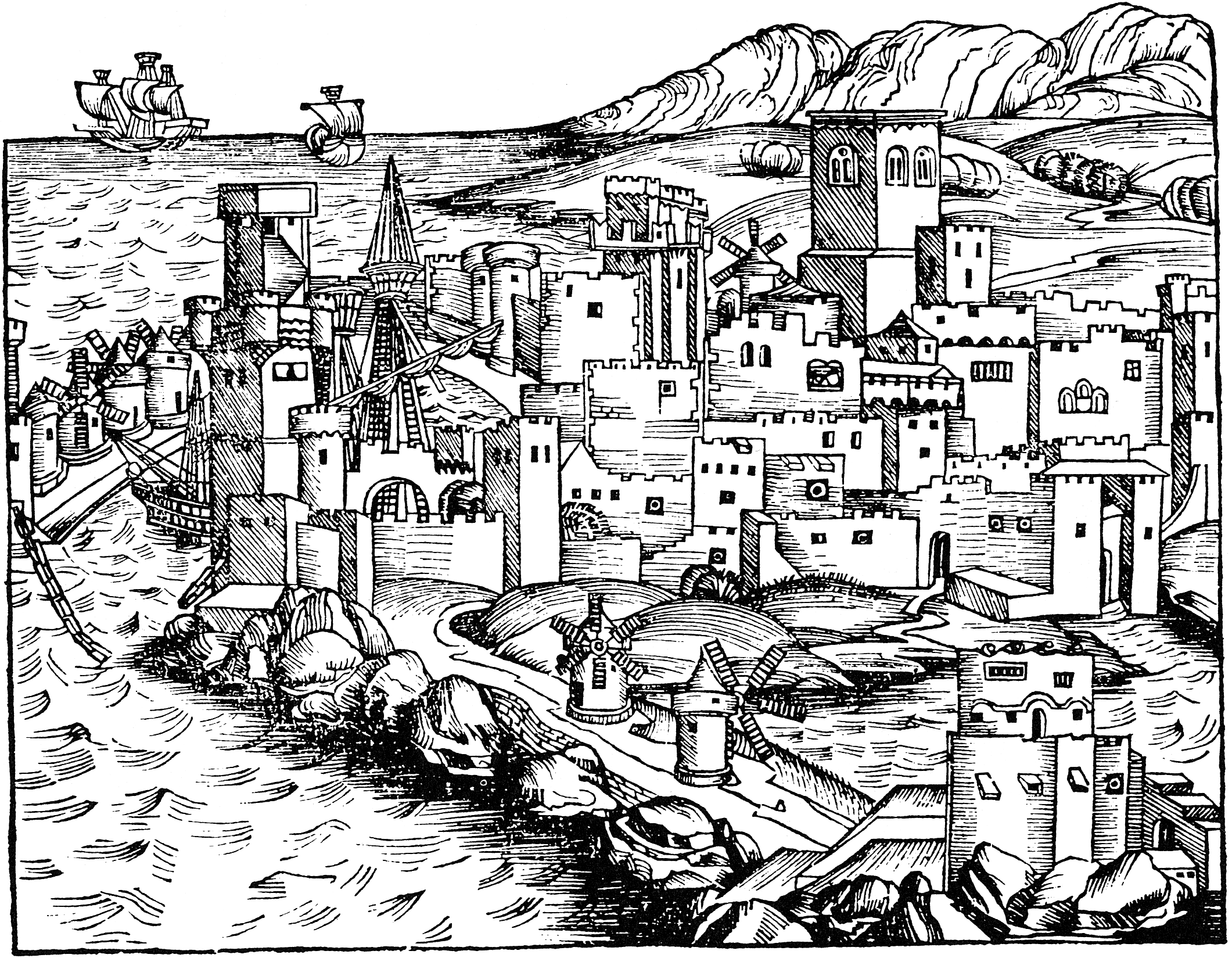
Tranh khắc gỗ miêu tả thành phố Rhodes của Đông La Mã, Hartmann Schedel (1493)

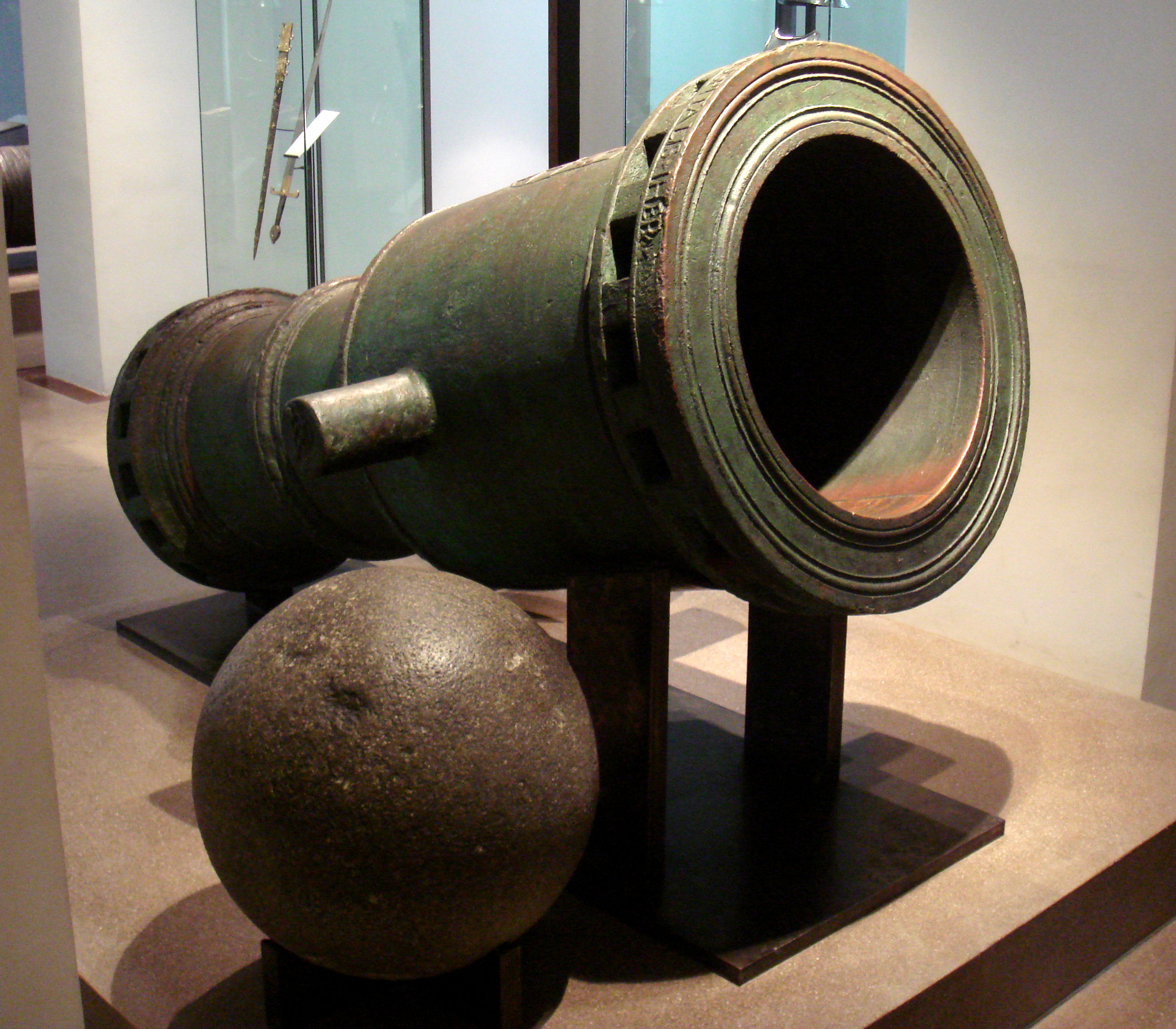
Súng cối của các Hiệp sĩ Thánh Gioan của Jerusalem (Hiệp sĩ Cứu tế), Rhodes, 1480–1500, đạn súng 260 lb.

Vào thế kỷ 1 TCN, Hoàng đế Tiberius đã có một thời gian ngắn sống lưu vong tại Rhodes. Thánh Phaolô đã mang Kitô giáo đến với người dân trên đảo. Rhodes đã đạt đến đỉnh cao vào thế kỷ 3. Năm 395, thời kỳ cai trị lâu dài của đế quốc Đông La Mã đã bắt đầu tại Rhodes, khi nửa phía đông của đế quốc La Mã dần dần Hy Lạp hóa hơn.
Từ sau năm 600 SCN, ảnh hưởng của đảo đối với hàng hải đã được biểu thị trong bộ sưu tập luật hàng hải được gọi là "Luật Biển Rhodes" (Nomos Rhodion Nautikos), áp dụng khắp Địa Trung Hải và sử dụng giờ Đông La Mã.
Rhodes bị đội quân Hồi giáo của Muawiyah I đánh chiếm vào năm 672. Vào khoảng năm 1090, Đảo bị đội quân Hồi giáo của Vương triều Seljuk chiếm giữ, không lâu sau trận Manzikert. Rhodes được Hoàng đế Đông La Mã Alexius I Comnenus tái chiếm trong Cuộc thập tự chinh thứ nhất.

### Thời kỳ Trung Cổ
Năm 1309, thời kỳ Đông La Mã kết thúc khi hòn đảo bị các lực lượng Hiệp sĩ Cứu tế chiếm đóng. Dưới sự cai trị của thế lực mới với tên gọi "Hiệp sĩ Rhodes", thành phố được tái xây dựng theo mô hình của một thành lý tưởng vào thời Trung Cổ tại châu Âu.
Các bức tường vững chắc mà các Hiệp sĩ đã xây dựng đã cưỡng lại các cuộc tấn công của Sultan Ai Cập năm 1444, và của Mehmed II vào năm 1480. Tuy nhiên, Rhodes cuối cùng đã rơi vào tay một đội quân lớn của Suleiman Đại đế vào tháng 12 năm 1522, một thời gian dài sau khi phần còn lại của đế quốc Đông La Mã bị mất. Một vài Hiệp sĩ còn sống sót được phép rút đến Vương quốc Sicilia. Các Hiệp sĩ sau đó đã di chuyển căn cứ hoạt động của họ tới Malta. Hòn đảo Rhodes thuộc quyền kiểm soát của đế chế Ottoman trong gần bốn thế kỷ.

### Lịch sử hiện đại
Hòn đảo có nhiều dân tộc có nguồn gốc từ các quốc gia xung quanh, bao gồm cả người Do Thái. Dưới sự cai trị của đế chế Ottoman, tình hình trên đảo khá tốt, nhưng đôi khi cũng phát sinh các phân biệt đối xử và sự cố chấp. Tháng 2 năm 1840, người Do Thái tại Rhodes đã bị kết tội sai về việc giết theo nghi lễ một cậu bé Thiên Chúa giáo. Điều này dẫn đến đổ máu chống lại người Do Thái.
Năm 1912, Ý đã chiếm Rhodes từ tay người Thổ. Dân cư trên đảo do vậy có thể phớt lờ các sự kiện liên quan đến "Trao đổi dân cư thiểu số" giữa Hy Lạp và Thổ Nhĩ Kỳ. Theo Hiệp ước Lausanne, hòn đảo cùng với các phần còn lại của Dodecanese chính thức được trao cho Ý. Đảo trở thành phần lãnh thổ cốt lõi của Isole Italiane dell'Egeo.
Sau Thỏa thuận đình chiến giữa Ý và các lực lượng Đồng Minh vào ngày 8 tháng 12 năm 1943, người Anh đã cố gắng lôi kéo quân Ý đồn trú tại Rhodes. Điều này đã được quân Đức dự đoán], và họ đã thành công trong việc chiếm đảo. Trong một khía cạnh, sự chiếm đóng đảo của Đức đã khiến cho người Anh thất bại trong chiến dịch Dodecanese sau đó.
Vào ngày 19 tháng 7 năm 1944, Gestapo đã gom gần 2.000 người Do Thái trên đảo để giửi đến các trại hủy diệt. Lãnh sự Thổ Nhĩ Kỳ Selahattin Ülkümen đã gặp nguy cơ đáng kể đối với bản thân và gia đình khi cứu giúp 42 gia đình người Do Thái, tổng cộng 200 người, họ là công dân Thổ Nhĩ Kỳ hoặc là thành viên của gia đình công dân Thổ Nhĩ Kỳ.
Năm 1947, cùng với các hòn đảo khác của Dodecanese, Rhodes thống nhất vào Hy Lạp.
Năm 1949, tại Rhodes đã diễn ra cuộc đàm phán giữa Israel và Ai Cập, Jordan, Liban, và Syria, kết thúc với Hiệp định đình chiến 1949.

## Khảo cổ
Vào thời kỳ cổ đại, Rhodes từng sở hữu một trong Bảy kỳ quan thế giới cổ đại là Tượng thần Mặt Trời ở Rhodes. Bức tượng đồng khổng lỗ này được ghi trong tư liệu là đã nằm ở bến cảng. Tượng được hoàn thành vào năm 280 TCN song đã bị một trận động đất phá hủy vào năm 224 TCN. Không có dấu vết nào của bức tượng còn lại cho đến ngày nay.
Các di tích lịch sử trên đảo Rhodes bao gồm Vệ thành Lindos, Vệ thành Rhodes, Đền thờ Apollo, Ialysos cổ đại, Kamiros cổ đại, Cung điện Thống đốc, Đô thị cổ Rhodes (thành phố Trung Cổ có tường thành), Giáo đường Do Thái Kahal Shalom tại Quảng trường Do Thái, Bảo tàng Khảo cổ học, các di tích của Lâu đài Monolithos, lâu đài Kritinia, Nhà tế bần Thánh Catarina và Cầu bộ hành Rhodes.

## Tôn giáo
Tôn giáo chủ yếu trên đảo là Chính Thống giáo Hy Lạp. Cũng có một số lượng đáng kể cư dân là tín đồ Công giáo Rôma thiểu số trên đảo, nhiều người trong số này là hậu duệ của những người Ý ở lại sau khi kết thúc thời kỳ chiếm đóng của nước Ý. Rhodes có một thiếu số người Hồi giáo, dấu vết từ thời kỳ thuộc đế chế Ottoman.
Cộng đồng Do Thái tại Rhodes đã có mặt từ thế kỷ 1 SCN. Năm 1480, người Do Thái đã tích cực bảo vệ tường thành chống lại người Thổ. Kahal Shalom, được thành lập vào năm 1557, là giáo đường Do Thái cổ nhất tại Hy Lạp và vẫn nằm tại quảng trường Do Thái trong đô thị cổ của Rhodes. Vào đỉnh cao hồi thập niên 1920, cộng đồng Do Thái từng chiếm tới một phần ba dân cư của đảo. Vào thập niên 1940, có khoảng 2000 người Do Thái có nguồn góc dân tộc khác nhau. Người Đức đã trục xuất và sát hại hầu hết cộng đồng này trong Holocaust. Kahal Shalom đã được sửa chữa lại với sự giúp đỡ của các nhà tài trợ nước ngoài song hiện nay chỉ còn vài người Do Thái còn sinh sống tại Rhodes, do vậy các buổi tế lễ không được thực hiện thường xuyên.

## Hành chính
Khu tự quản Rhodes hiện tại được thành lập sau cải cách chính quyền địa phương năm 2011 với việc hợp nhất 10 khu tự quản trước đó (trong ngoặc là các cộng đồng thành phần):
- Afantou (Afantou, Archipoli)
- Archangelos (Archangelos, Malonas, Masari)
- Attavyros (Emponas, Kritinia, Monolithos, Siana, Agios Isidoros)
- Ialysos
- Kallithea (Kalythies, Koskinou, Psinthos)
- Kameiros (Soroni, Apollona, Dimylia, Kalavarda, Platania, Salakos, Fanes)
- Lindos (Lindos, Kalathos, Laerma, Lardos, Pylona)
- Petaloudes (Kremasti, Pastida, Maritsa, Paradeisi, Theologos, Damatria)
- Rhodes
- South Rhodes (Gennadi, Apolakkia, Arnitha, Asklipieio, Vati, Istrios, Kattavia, Lachania, Mesanagros, Profilia)

Khu tự quản bao gồm đảo Rhodes và một vài đảo nhỏ xung quanh. Thành phố Rhodes là thủ phủ của quận Dodecanese trước đây. Rhodes là đảo đông dân cư nhất tại vùng Nam Aegea.

### Đô thị và làng mạc
Rhodes có 43 đô thị và làng:
| Đô thị/Làng      | Dân số | Đơn vị khu tự quản | Đô thị/Làng    | Dân số | Đơn vị khu tự quản |
| ---------------- | ------ | ------------------ | -------------- | ------ | ------------------ |
| Thành phố Rhodes | 80.000 | Rhodes             | Gennadi        | 655    | Nam Rhodes         |
| Ialysos          | 15.000 | Ialysos            | Salakos        | 607    | Kamiros            |
| Afantou          | 5.933  | Afantou            | Kritinia       | 606    | Attavyros          |
| Kalythies        | 5.861  | Kallithea          | Kattavia       | 590    | Nam Rhodes         |
| Archangelos      | 5,752  | Archangelos        | Dimylia        | 515    | Kamiros            |
| Kremasti         | 4.585  | Petaloudes         | Kalavarda      | 512    | Kamiros            |
| Koskinou         | 3.224  | Kallithea          | Pylona         | 504    | Lindos             |
| Paradeisi        | 2.646  | Petaloudes         | Istrios        | 485    | Nam Rhodes         |
| Pastida          | 1.803  | Petaloudes         | Damatria       | 477    | Petaloudes         |
| Maritsa          | 1.766  | Petaloudes         | Laerma         | 446    | Nam Rhodes         |
| Empona           | 1.451  | Attavyros          | Apolakkia      | 415    | Nam Rhodes         |
| Soroni           | 1.236  | Kamiros            | Platania       | 383    | Kamiros            |
| Lardos           | 1.212  | Lindos             | Kalathos       | 380    | Lindos             |
| Psinthos         | 1.166  | Kallithea          | Lachania       | 341    | Nam Rhodes         |
| Malona           | 1.096  | Archangelos        | Monolithos     | 334    | Attavyros          |
| Lindos           | 1.091  | Lindos             | Mesanagros     | 330    | Nam Rhodes         |
| Apollona         | 997    | Kamiros            | Profilia       | 326    | Nam Rhodes         |
| Massari          | 931    | Archangelos        | Arnitha        | 310    | Nam Rhodes         |
| Fanes            | 895    | Kamiros            | Siana          | 244    | Attavyros          |
| Theologos        | 856    | Petaloudes         | Vati           | 188    | Nam Rhodes         |
| Archipoli        | 779    | Afantou            | Agios Isidoros |        | Attavyros          |
| Asklipio         | 673    | Nam Rhodes         |                |        |                    |

## Kinh tế
Kinh tế đảo có định hướng du lịch. Lĩnh vực phát triển nhất là dịch vụ. Các ngành công nghiệp nhỏ nhập khẩu các nguyên liệu thô rồi bán lẻ tại địa phương. Các ngành kinh tế khác bao gồm sản xuất hàng hóa nông nghiệp, chăn nuôi, thủy sản và nhà máy rượu vang.

## Hình ảnh

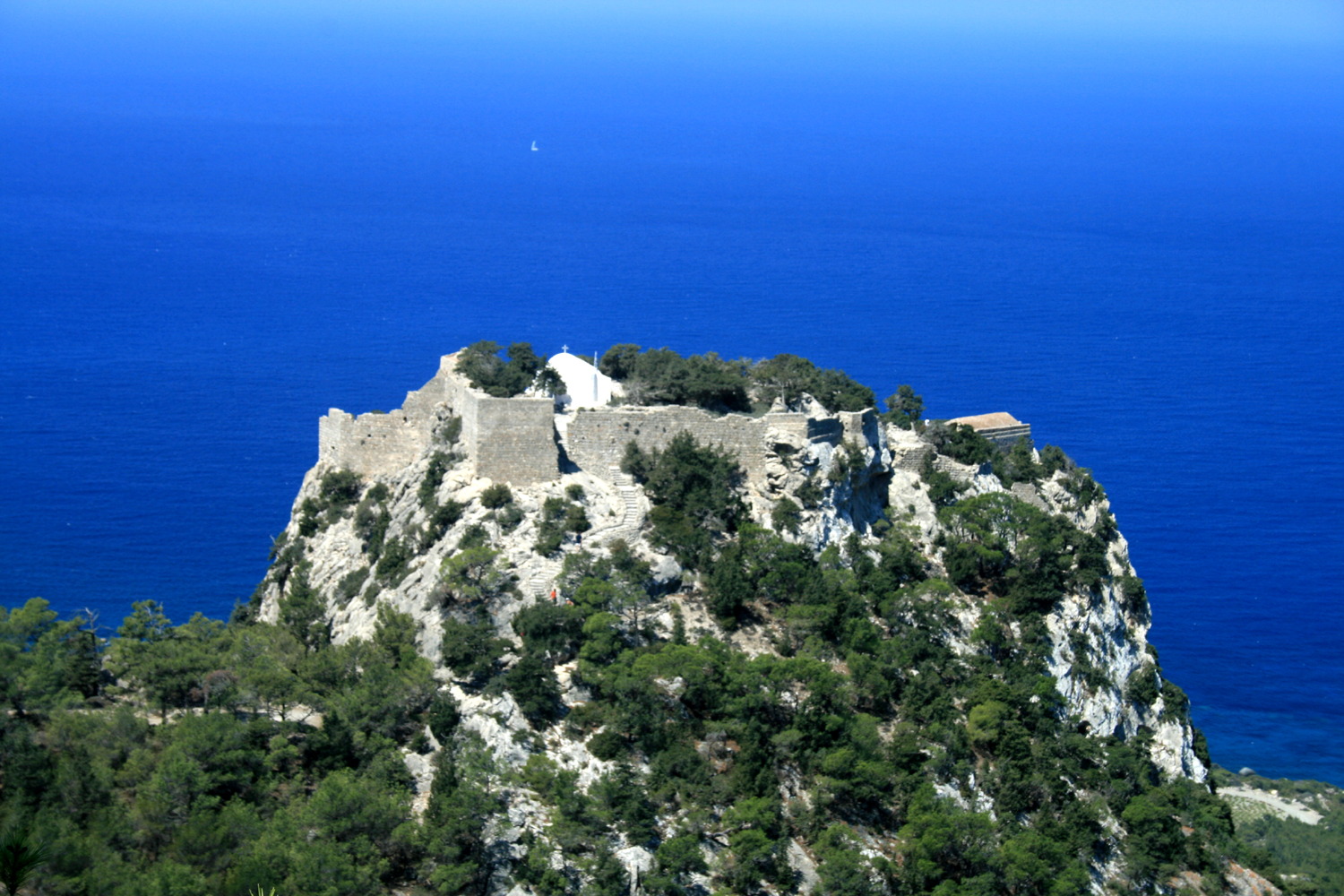
Lâu đài tại Monolithos
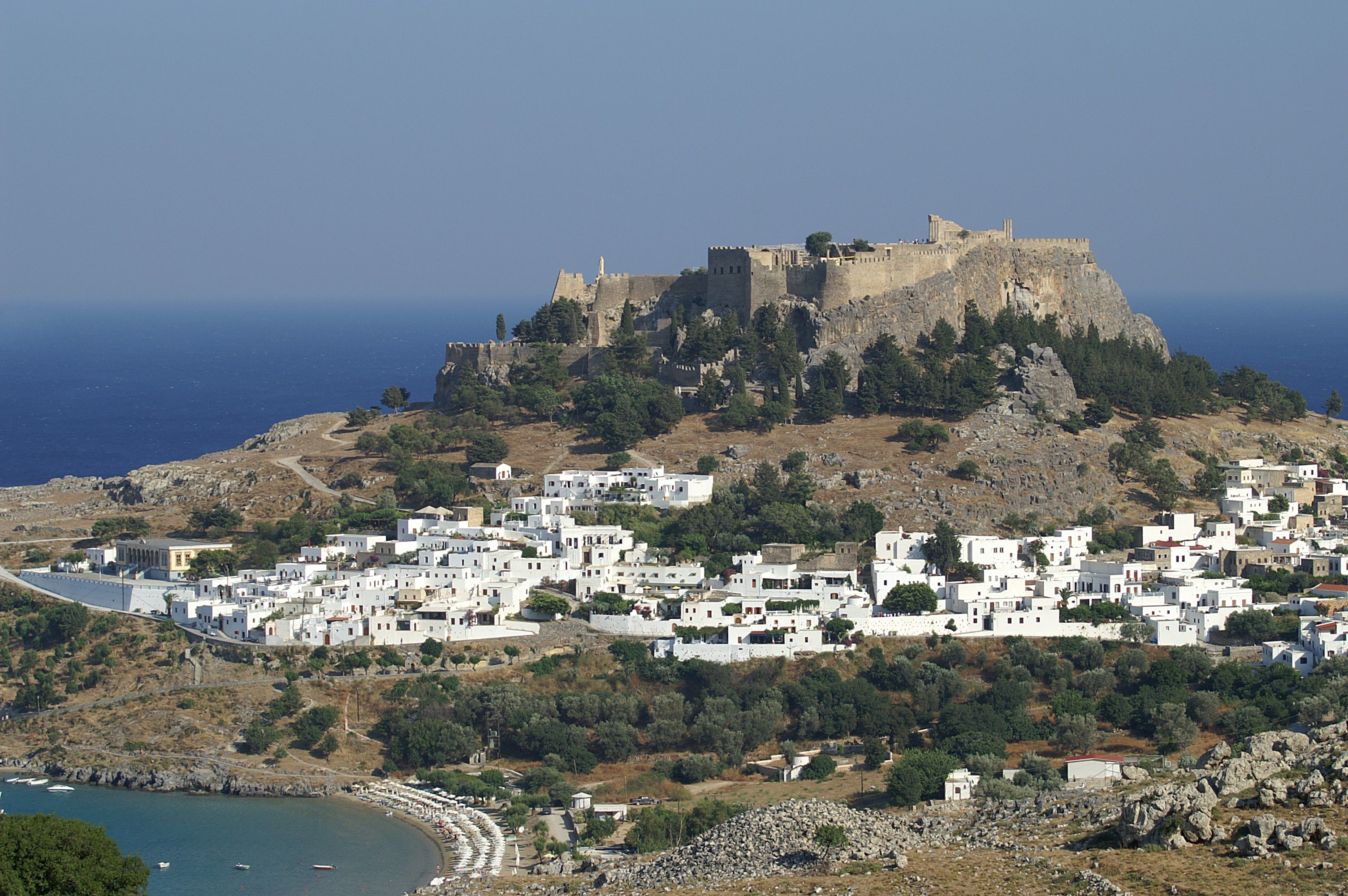
Toàn cảnh Lindos
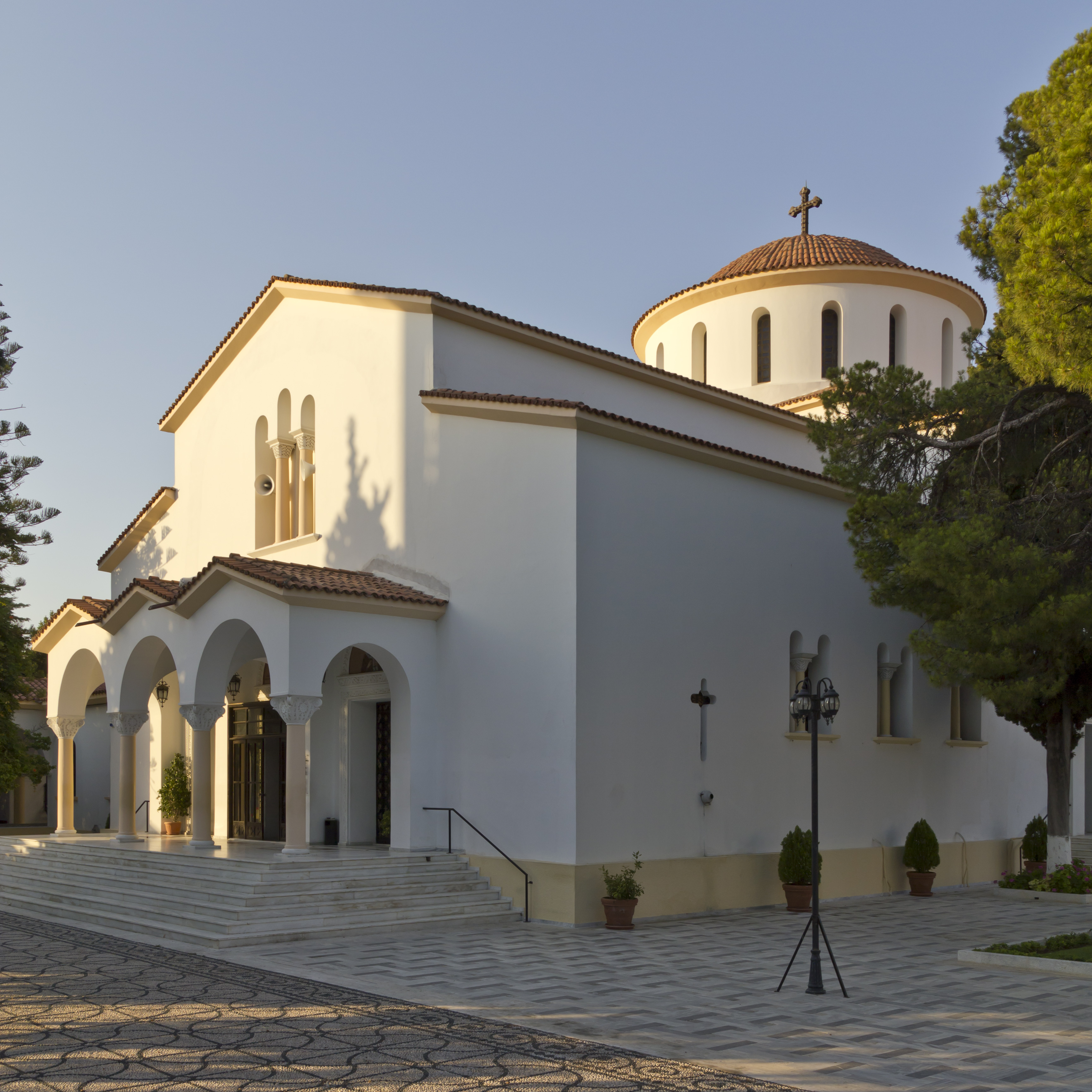
Nhà thờ tại Kremasti
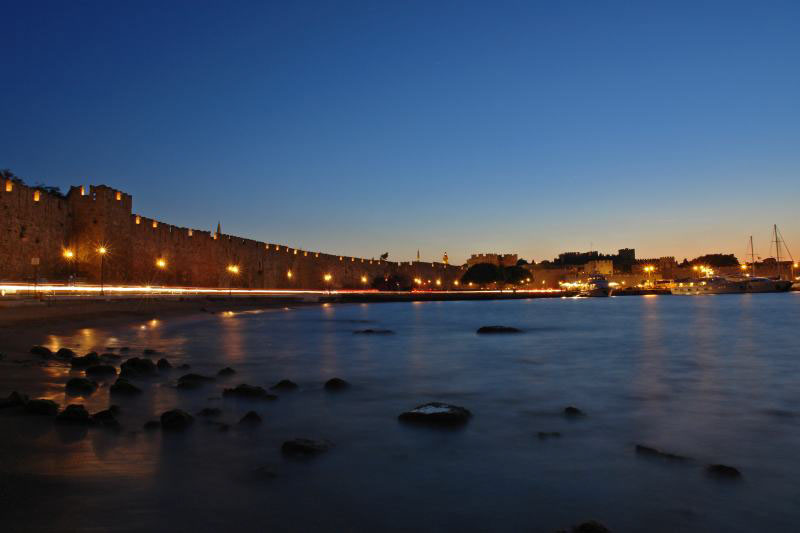
Quang cảnh ban đêm tại đô thị cổ của Rhodes
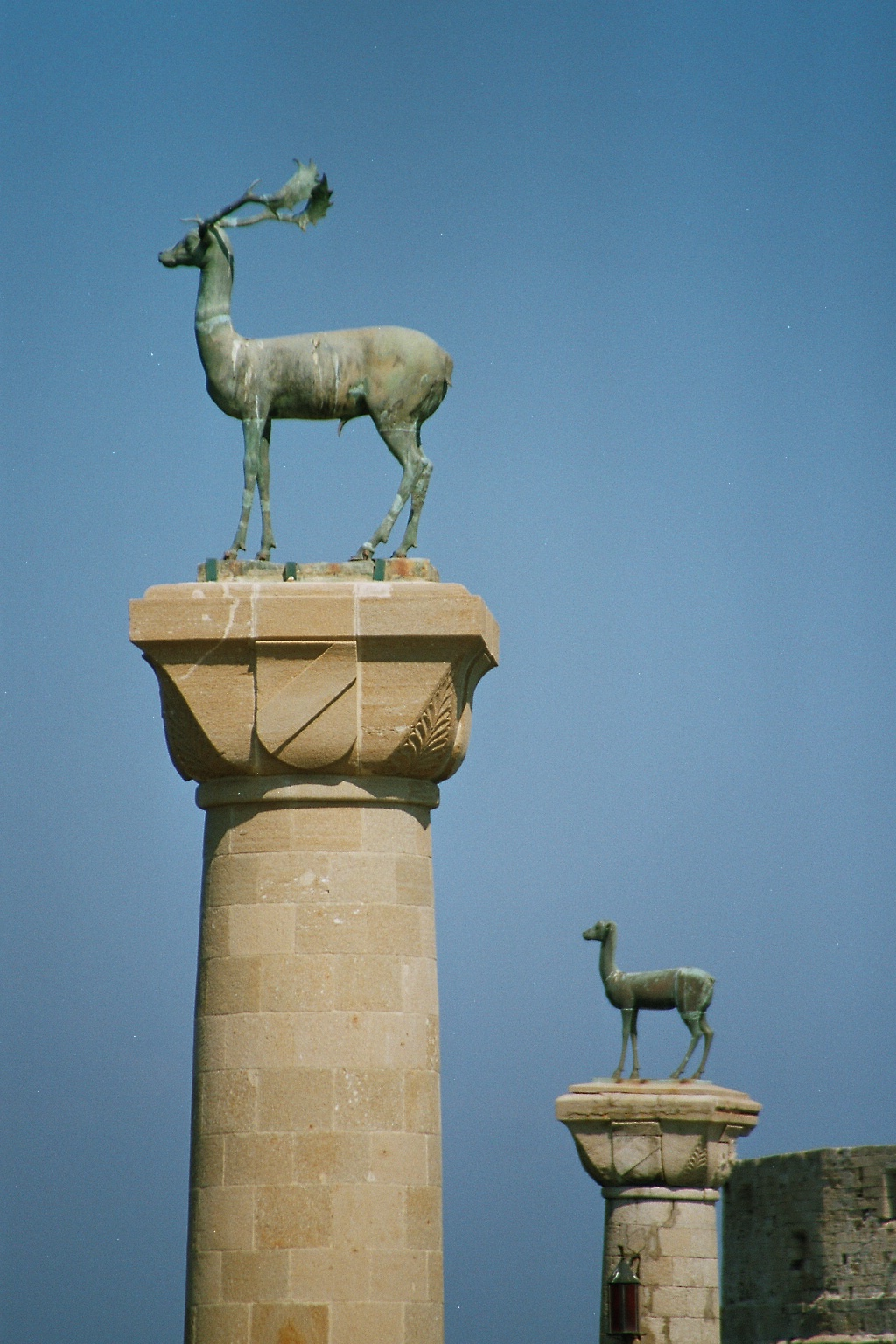
Tượng hươu đồng hiện đại tại cảng Mandraki, có thể Tượng thần Mặt Trời ở Rhodes đã từng nằm tại đây
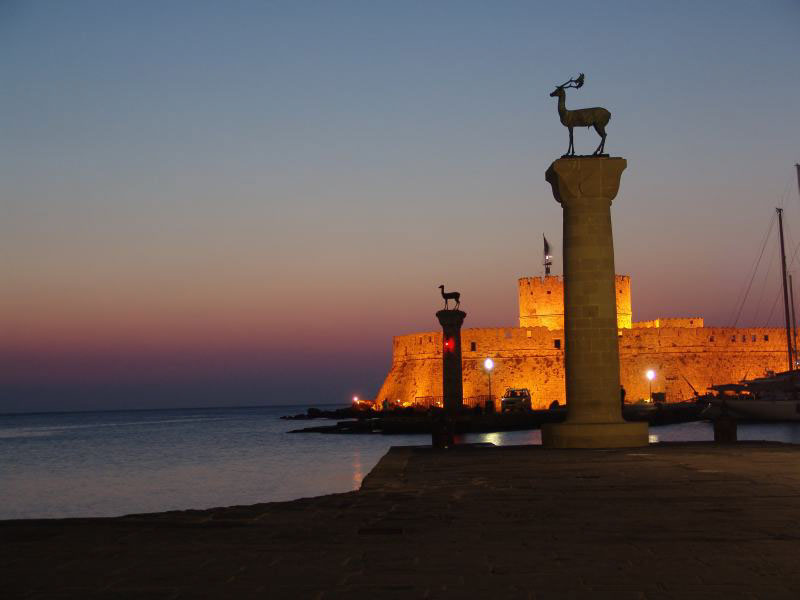
Cảng Mandraki vào ban đêm
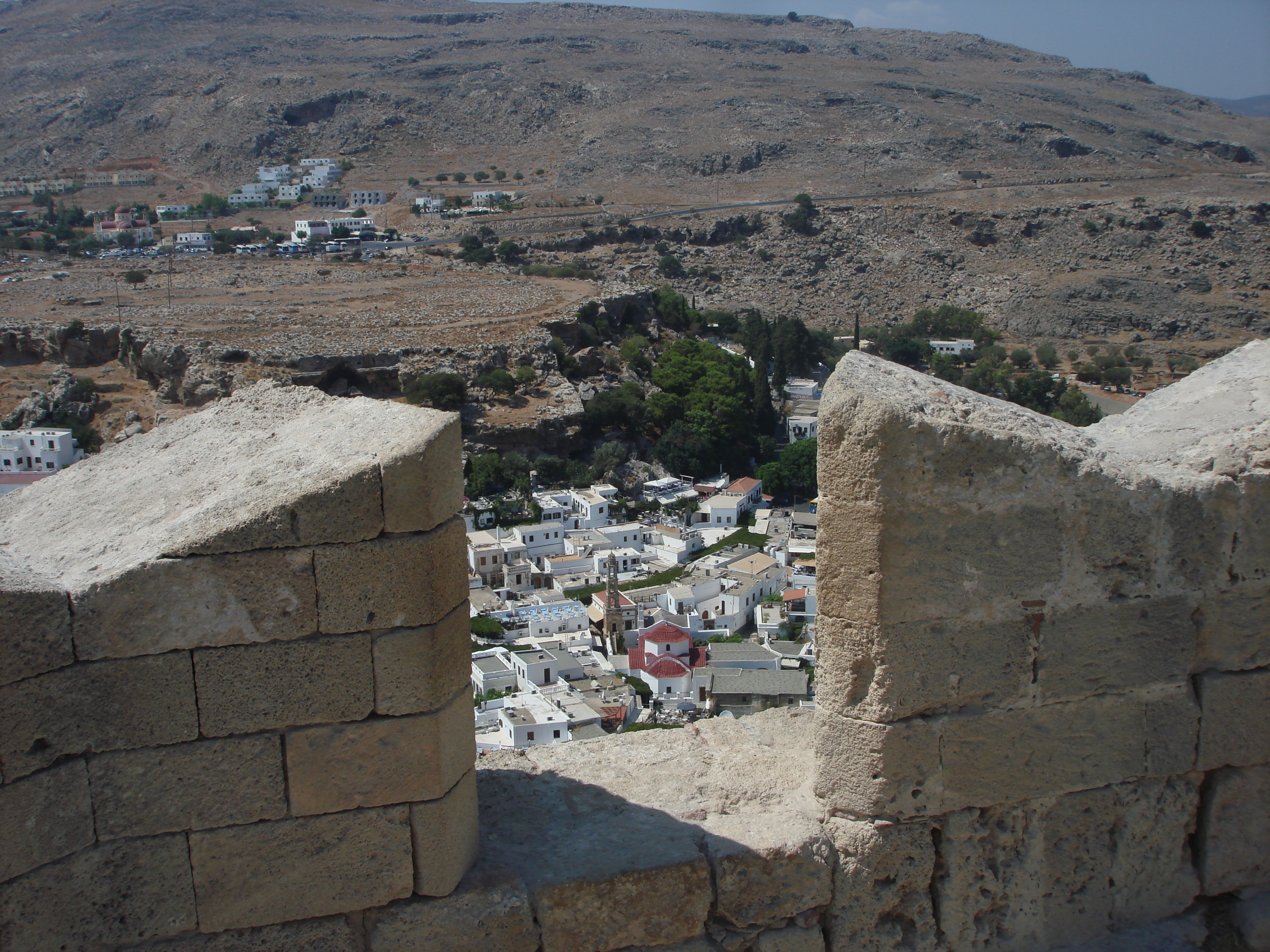
Lindos